# 梁广 (1981年)
梁广（1981年12月—），男，汉族，湖南浏阳人，中华人民共和国药理学家，中国共产党党员。曾任杭州医学院副院长，现任杭州医学院院长、党委副书记。他曾获得国家“万人计划”科技创新领军人才、国家优秀青年科学基金、科技部中青年科技创新领军人才等荣誉。

## 生平
2002年，毕业于北京化工大学应用化学系精细化工专业。2005年，取得昆明贵金属研究所贵金属药物化学硕士学位。2007年，获得南京理工大学化工学院生物化学专业博士学位，随后到美国弗吉尼亚医学院微生物与免疫系留学一年。回中国后，在温州医学院任职，师从时任药学院院长的李校堃。此后，梁广历任药学院副院长、院长，研究生院院长。
2020年8月，调任杭州医学院副院长、党委委员。2023年3月，升任杭州医学院院长、党委副书记，成为当时中国少见的“80后”本科院校校长。